# Alexander Mitta
Alexander Naumovich Mitta (Moscou, 28 de março de 1933 — Moscou, 14 de julho de 2025) foi um diretor de cinema russo.

## Morte
Mitta morreu no dia 14 de julho de 2025, aos 92 anos.

## Filmografia

### Diretor
- 1961: My Friend, Kolka!
- 1962: No Fear, No Blame
- 1965: They're Calling, Open the Door
- 1969: Shine, Shine, My Star
- 1972: Dot, Dot, Comma...
- 1974: Moscow, My Love
- 1976: How Czar Peter the Great Married Off His Moor
- 1979: Air Crew
- 1982: The Story of Voyages
- 1988: A Step
- 1991: Lost in Siberia
- 2000: The Border. Taiga Romance
- 2002: Red-hot Saturday
- 2004: Swan Paradise
- 2013: Chagall — Malevich

### Ator
- 1967: July Rain como Vladik
- 1998: Trial by Fire como Capitão II
- 2010: The House of the Sun como visitante da exposição